# Epidèmia de ball de 1518
L'Epidèmia de Ball va ser un cas de coreomania ocorregut a Estrasburg (Sacre Imperi Romanogermànic) al juliol i agost de 1518. Diverses persones van començar a ballar sense descans durant dies i, al cap d'aproximadament un mes van començar a patir d'invalidesa a les cames i atacs epilèptics; la majoria va morir com a conseqüència d'infarts, hemorràgies internes i esgotament. Es desconeix el perquè d'aquesta «epidèmia», encara que se suposa que es va tractar d'un cas d'histèria col·lectiva.

## Esdeveniments
Els fets es van iniciar a mitjan juliol de 1518, quan una dona, Frau Troffea, va començar a ballar fervorosament en un carrer d'Estrasburg. Aquest fet es va mantenir durant quatre o sis dies. En una setmana, s'hi havien unit 34 persones més i en un mes ja hi havia prop de 400 dansaires. Algunes d'aquestes persones finalment van morir d'atacs de cor, vessaments cerebrals o esgotament.
Documents històrics, incloent-hi «anotacions de doctors, sermons, cròniques locals i regionals i fins i tot notes publicades pel municipi d'Estrasburg» són emfàtiques en què les víctimes ballaven.
A mesura que l'«epidèmia» de ball empitjorava, nobles preocupats amb l'esdeveniment van buscar el consell de metges locals, els quals van descartar causes astrològiques i sobrenaturals, i en lloc d'això, van anunciar que l'epidèmia es devia a una malaltia causada per un augment en la temperatura de la sang. No obstant això, en comptes de prescriure sagnies, les autoritats van persuadir la gent perquè continués ballant, en part obrint dos mercats i fins i tot construint un escenari, ja que creien que si les persones dansaven dia i nit millorarien. Per incrementar l'efectivitat de la cura, fins i tot van contractar músics per mantenir als malalts ballant. Alguns dels dansaires van ser portats a capelles, on van buscar la cura de la seva malaltia.
L'historiador britànic John C. Waller (fl. segle XXI) va afirmar que ni tan sols un corredor de marató podria haver resistit l'intens treball físic que va matar homes i dones en aquest esdeveniment. A més, Waller va proposar en el seu llibre A time to dance, a time to die: the extraordinary story of the dancing plague of 1518 (2008), que una possible època de fam extrema va poder ser la causant de febres altes que van impulsar els moments incontrolats.